# Walter Coppins
Walter Charles „Wally“ Coppins (* 29. Mai 1902 in Newtown (New South Wales); † 11. Dezember 1981 in Riverwood (New South Wales)) war ein australischer Radrennfahrer.

## Sportliche Laufbahn
Coppins war Bahnradsportler und Teilnehmer der Olympischen Sommerspiele 1924 in Paris. Im Punktefahren schied er aus. Im Sprint gewann er seinen Vorlauf und schied im Viertelfinale gegen Herbert Fuller aus. Über sein weiteres Leben und seine sportlichen Erfolge ist nichts bekannt.